# Castellar del Riu
Castellar del Riu è un comune spagnolo di 119 abitanti situato nella comunità autonoma della Catalogna.